# Ким Со Воль
Ким Соволь (кор. 김소월, подлинное имя: Ким Джонсик кор. 김정식; 6 августа 1902, Намсадон, провинция Пхёнан, Корейская империя — 24 декабря 1934, Кваксан, провинция Пхёнан) — корейский поэт.

## Биография
Ким Соволь родился 6 августа 1902 года в семье зажиточного крестьянина-землевладельца на территории современной Северной Кореи в приморском селе Намсандон (волость Кваксан, провинция Северная Пхёнан). Окончив школу в Намсоне, Ким Соволь в 1915 году поступает в гимназию Осан, которую закончил в марте 1919 года. Директор и учителя этой гимназии были настоящими патриотами Кореи, оккупированной японцами, и пропагандировали среди гимназистов идеи национально-освободительной борьбы против японского колониального господства. Именно из-за этого, японская оккупационная власть, после жестокого подавления восстания корейцев весной 1919 года закрыла гимназию.
Ким Соволь в 14 лет, будучи ещё гимназистом, женился на Хон Дансиль, которая была на три года старше его. После окончания гимназии поэт возвращается в родное село, где пишет стихи и продолжает изучать древнюю китайскую и современную европейскую литературу. Весной 1920 года в журнале «Чанджо» («Творчество») были впервые напечатаны несколько его стихотворений: «Весна путешественника», «Весенние холмы», «Печаль», «Капля ночного дождя», «Плач пополудни». Стихи были сразу замечены критиками и получили положительные отзывы. Окрыленный успехом Ким Соволь, которого принимают в Ассоциацию корейской поэзии («Чосон сига хёпхе»), а впоследствии и в известное литературное объединение «Ёнде» («Пристанище духа»), едет в Сеул, где начинает регулярно печатать свои стихи в литературных журналах и газетах. По традиции он выбирает псевдоним «Соволь», что переводится, как «ясный (прозрачный; простой, искренний, скромный, непритязательный; обычный, привычный) месяц». Таким образом молодой поэт задекларировал сущность своей эстетики, поэтической манеры и художественного стиля. В то же время, чувствуя необходимость продолжения образования, он поступает в сеульский колледж Пэдже. Впоследствии едет в Японию для обучения в Токийском коммерческом институте. Однако его пребыванию в этой стране помешало мощное землетрясение силой почти восемь баллов по шкале Рихтера, случившееся 1 сентября 1923 года в районе Канто, где жил поэт, жертвами которого стали более 140 тысяч человек, преимущественно жители Токио и Йокогамы. После возвращения из Японии в Сеул Ким Соволь снова с головой окунается в литературную жизнь столицы, пытается устроиться на работу в каком-нибудь сеульском издательстве или редакции литературного журнала, однако неудачно.
В 1924 году Ким Соволь возвращается в родную провинцию Северный Пхёнан. Категорически отказавшись от предложения, сделанного по протекции тестя, занять престижную должность чиновника в одном из местных финансовых учреждений, Соволь становится сотрудником провинциального филиала редакции одной из центральных корейских газет «Тон-а ильбо» («Вестник Восточной Азии»). Однако откровенная прояпонская редакционная политика этой газеты очень быстро разочаровала патриотически настроенного поэта. Он оставляет работу и возвращается в родное село. Ещё через год Ким Соволь переезжает в село Кваксан (уезд Чончжу), где с небольшими перерывами, связанными с тщетными попытками найти работу в Сеуле, живёт до самой смерти.
В конце 1925 года в сеульском издательстве «Мемунса» вышел единственный прижизненный поэтический сборник Ким Соволя, под названием «Цветение азалии», в который вошли почти все поэтические произведения, опубликованные Соволем в 1920—1925 годы в разных столичных и провинциальных газетах и журналах.
С 1932 года по 1934 год Ким Соволь не опубликовал ни одной строки, в этот период поэт начинает страдать от глубокой депрессии и начинает злоупотреблять алкоголем. 24 декабря 1934 года Ким Соволь покончил жизнь самоубийством, приняв дозу яда.

## Украинские переводы
В 1961 году десять стихов Ким Соволя были переведены на украинский язык известным переводчиком корейской поэзии А. Жовтисом и напечатаны в журнале «Вселенную». Три стихотворения Ким Соволя «Мать и сестрица», «Обращение к духу» («Вызывания духа»), «Азалия» в переводах M. Лысых вошли в состав сборника избранных произведений корейских писателей и поэтов «Цветной ветер», опубликованной в 2003 г. в Киеве В 2008 году в издательстве «Грани-Т» вышел сборник стихов Ким Соволя «Ясный месяц» в переводе И. Бондаренко.

## Память
В Киеве, в Ботаническом саду имени А. В. Фомина, установлен памятник Ким Со Волю.